# Disque holographique polyvalent
 (mars 2011).
Pour les articles homonymes, voir HVD.

Structure du disque versatile holographique
1. Écriture/Lecture au laser vert (532 nm)
2. Positionnement/Adressage au laser rouge (650 nm)
3. Hologramme (données)
4. Couche polycarbone
5. Couche photopolymère (couches contenant les données)
6. Couche de distance
7. Miroir dichroïque (réfléchissant la lumière verte)
8. Couche aluminium réflectrice (réfléchissant la lumière rouge)
9. Base transparente
P. PIT

Le disque holographique polyvalent (Holographic Versatile Disc ou HVD) est une technique de stockage de données sur disque, développée par la Holographic Versatile Disc Alliance. 

## Mécanisme et caractéristiques
Contrairement aux techniques antérieures, où la lecture est faite sur une succession de creux lus par un laser, le HVD stocke les données dans un hologramme numérique. Les disques HVD ont une capacité de stockage maximale de 6 téraoctets, ce qui fait environ 8500 fois la capacité d'un CD-ROM de 700 Mo, 830 fois la capacité d'un DVD et 80 fois la capacité d'un disque Blu-ray double couche, le tout sur un support de 12 cm de diamètre identique au DVD mais avec 3,5 mm d'épaisseur au lieu de 1,5. 
Le HVD est toujours lu par laser, mais cette fois il s'agit d'un laser bleu-vert qui lit un hologramme stocké sur le disque. Le rayon, en passant par l'hologramme, subit les déphasages enregistrés sur le disque, et ressort avec les informations 3D contenues dans le petit volume. Un second laser rouge est présent, mais il ne sert qu'à veiller au bon adressage des données. Les deux couleurs n'interfèrent évidemment pas entre elles.
Les disques sont couverts d'une couche de photopolymère et sont enfermés dans une cartouche car celui-ci ne supporte pas la lumière.
Concernant l'écriture sur ce support, chaque adresse doit être gravée en une fois, par un SLM, l'effacement et l'écriture bit par bit ne sont pas encore au point. Ce qui fait que le disque est très adapté aux médias de type WORM (gravure unique, lecture infinie), mais sans plus d'application possible.
Le principal problème de ce format est son coût très important. Il est de 180 euros pour un disque et 18 000 euros pour un lecteur HVD (chiffres de 2014). Le disque doit aussi être conservé à l'abri de la lumière et ne peut être gravé qu'une fois. Il est donc plutôt réservé à l'archivage.